# Melker Widell
Viktor Melker Widell, född 19 april 2002 är en svensk fotbollsspelare (mittfältare) som spelar för Swansea City i The Championship i England. Han är äldre bror till fotbollsspelaren Casper Widell och representeras av fotbollsagenturen Full Potential Agency.

## Klubblagskarriär
Melker Widells moderklubb är IK Wormo. Sommaren när han skulle börja sjundeklass tog han klivet till IF Limhamn Bunkeflo, varpå han ett år senare flyttade vidare till Malmö FF. Under ungdomsåren var Widell sen i växten, vilket ledde till att han ofta var sist att bli uppflyttad i ungdomslagen.
Den 29 januari 2021 A-lagsdebuterade Widell för Malmö FF i en träningsmatch mot IFK Malmö. Efter att ha spenderat resten av året i föreningens U19-lag skrev han på första A-lagskontrakt, över två år, i december 2021. Widell lånades tillsammans med lagkamraterna Hugo Bolin och Samuel Burakovsky därefter omedelbart ut till MFF:s samarbetsklubb BK Olympic i Ettan Södra.
Efter en lyckad säsong, där Widell omedelbart spelade till sig en ordinarie plats och fick spela i "Morgondagens stjärnor", matchen mellan de största talangerna i Ettan Södra respektive Ettan Norra, såldes Widell i januari 2023 till Superettanklubben Landskrona BoIS. Återkomsten till hemstaden Landskrona blev succéartad då Widell omedelbart spelade till sig en startplats. Efter en imponerande vårsäsong såldes Widell i juli 2023 till danska AaB. Även på andra sidan Öresund acklimatiserade sig Widell snabbt. Han spelade en framträdande roll när AaB såg till att göra sejouren i 1. division ettårig, då han blev utsedd till årets spelare när klubben säkrade uppflyttning till Superligaen.
Insatserna i Danmark ledde enligt medier till intresse från Bundesliga, Eredivisie och Ligue 1, där Groningen var den enda klubb som nämndes konkret. Han blev dock AaB trogen. Den 19 juli 2024 debuterade Widell i högstaligan, då han spelade hela matchen när AaB förlorade med 0-3 mot Nordsjælland i premiäromgången av Superligaen.

## Landslagskarriär
Melker Widell har representerat Sveriges U21- och U17-landslag. 
Den 17 april 2018 debuterade Widell för Sveriges P16-landslag i en Future Team-landskamp mot Belgien. Samlingen följdes av ett femårigt landslagsuppehåll. Efter en stark start i Danmark blev Widell i november 2023 uttagen till U21-landslaget för första gången, för vilka han debuterade i 3-0-segern mot Finland den 16 november 2023. Han fanns då med i startelvan ihop med sin bror Casper Widell.
Han gjorde även sin riktiga landslagsdebut för det svenska landslaget när han i den 88:e minuten hoppade in mot Nordirland i en träningsmatch på Strawberry Arena den 26 mars 2025. 

## Statistik
| Klubb              | Säsong             | Liga               | Liga    | Liga | Nationell cup | Nationell cup | Internationell cup | Internationell cup | Övrigt  | Övrigt | Totalt  | Totalt |
| Klubb              | Säsong             | Division           | Matcher | Mål  | Matcher       | Mål           | Matcher            | Mål                | Matcher | Mål    | Matcher | Mål    |
| ------------------ | ------------------ | ------------------ | ------- | ---- | ------------- | ------------- | ------------------ | ------------------ | ------- | ------ | ------- | ------ |
| Malmö FF           | 2022               | Allsvenskan        | 0       | 0    | 0             | 0             | 0                  | 0                  | -       | -      | 30      | 0      |
| BK Olympic (lån)   | 2022               | Ettan Södra        | 27      | 3    | 0             | 0             | -                  | -                  | -       | -      | 27      | 3      |
| Landskrona BoIS    | 2023               | Superettan         | 14      | 1    | 2             | 2             | -                  | -                  | -       | -      | 16      | 3      |
| AaB                | 2023/2024          | 1. division        | 28      | 6    | 3             | 4             | -                  | -                  | -       | -      | 31      | 10     |
| AaB                | 2024/2025          | Superligaen        | 8       | 0    | 0             | 0             | -                  | -                  | -       | -      | 8       | 0      |
| Totalt i karriären | Totalt i karriären | Totalt i karriären | 77      | 10   | 5             | 6             | 0                  | 0                  | 0       | 0      | 82      | 16     |

## Personligt
Melkers pappa Mikael Widell, tidigare Nilsson, är en före detta fotbollsmålvakt som representerade Landskrona BoIS. Hans ett år yngre bror Casper Widell är också en professionell fotbollsspelare. Bröderna har spelat ihop i U21-landslaget och mötts flera gånger på ungdomsnivå då de representerade Malmö FF respektive Helsingborgs IF samt på seniornivå efter att Melker flyttat till Landskrona BoIS medan Casper spelade i Helsingborgs IF.
Hans favoritlag under uppväxten var Manchester United.